# جوفاني دالي باندي نيري

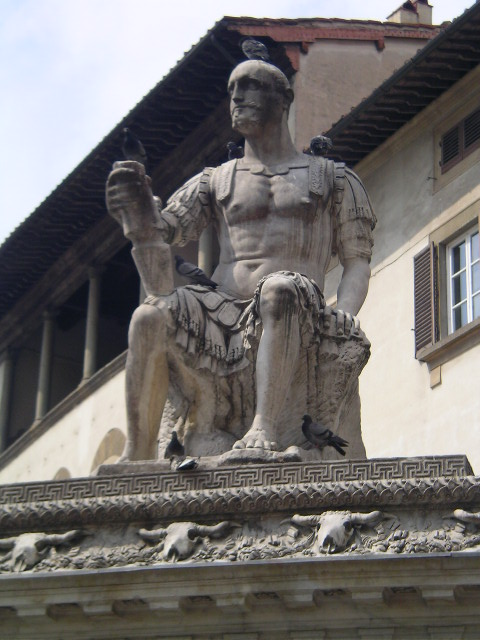
جوفاني دالي باندي نيري

جوفاني دي جوفاني دي ميديشي المعرف باسم جوفاني دالي باندي نيري (فورلي، 6 أبريل 1498 - مانتوفا، 30 نوفمبر 1526) كوندوتييرو إيطالي من عصر النهضة .
ابن الفلورنسي جوفاني دي ميديشي (المعروف بالبوبولانو) و كاتيرينا سفورزا سيدة فورلي وإيمولا المقاتلة إحدى أشهر نساء عصر النهضة، والتي دافعت بشدة بوجه تشيزري بورجا في قلعتها الفورلية، و سـمـّـته لودوفيكو تكريماً لعمها لودوفيكو سفورزا دوق ميلانو، ولكنها غيـّرته إلى نفس اسم والده جوفاني إثر وفاته وكان يبلغ حينها من العمر بضعة أشهر.
وجد فيه نيكولو مكيافيلي النموذج القادر على توحيد إيطاليا، أمضى جوفاني طفولته في أحد الأديرة، بعد أن أصبحت والدته أسيرة تشيزري بورجا.
مع سنة 1509 توفيت والدته، ووفاة لوفو نوماي كافل جوفاني السابق، انتقلت كفالة الصبي إلى رجل الدين فرانشيسكو فورتوناتي، ثم إلى الثري الفلورنسي ياكوبو سالفياتي زوج لوكريسيا دي ميديشي ابنة لورينزو الرائع.
تحتم على ياكوبو سالفياتي أن يعالج في كثير من الأحيان بسلطته وسمعته المشاكل التي يتسبب بها طيش هذا الفتى، ولكنه في سنة 1511 لم يستطع تجنيبه النفي من فلورنسا لقتله قريناً له في السن بعد مشاجرة بين عصابات الفتيان، وسحبت عقوبة النفي في السنة التالية .
لمـّـا تم تعين سالفياتي سفيراً في روما سنة 1513 تبعه جوفاني، وهنا التحق بالميليشيات البابوية بفضل وساطة سالفياتي لدى البابا لاون العاشر شقيق لوكريسيا دي ميديشي.
تزوج من ماريا ابنة كفيله ياكوبو سالفياتي، ولهما ابن وحيد كوزيمو الذي أصبح دوق فلورنسا بعد انقرض الفرع الأكبر، لاحقاً تم ترقيتها إلى دوق الأكبر، حكمت سلالته المنطقة حتى وفاة أخر سليل له في 1737.